# Anders Kristiansen
Anders Kristiansen, född 17 mars 1990 i Stavanger, är en norsk före detta fotbollsspelare (målvakt) som har spelat för norska Sarpsborg 08, Bryne FK, belgiska Union SG och svenska IFK Göteborg.